# Daniel, Príncipe Herdeiro de Montenegro
Daniel Alexandre Petrović-Njegoš (em sérvio: Данило Александар Петровић-Његош; romaniz.: Danilo Aleksandar Petrović-Njegoš; Cetinje, 29 de junho de 1871 – 24 de setembro de 1939) foi o príncipe herdeiro de Montenegro de seu nascimento até a abolição da monarquia em 1918. Era o filho mais velho do rei Nicolau I de Montenegro e da sua esposa, Milena Vukotić.

## Biografia
Durante a Guerra dos Balcãs e a Primeira Guerra Mundial, Daniel liderou o exército montenegrino com o seu pai, o rei Nicolau I, Janko Vukotic e Mitar Martinovic. Entre os dias 1 e 7 de Março de 1921, Daniel tornou-se rei titular de Montenegro, liderando o governo não reconhecido do exílio. No entanto, por razões que continuam por esclarecer, Daniel abdicou da sua posição em favor do seu sobrinho, o príncipe Miguel de Montenegro. A sua reputação pública ficou arruinada por ter anunciado que ia abdicar no dia 5 de Março, retirar o que tinha dito no dia seguinte e voltar a reafirmá-lo no outro. A sua decisão foi mal vista pelos exilado montenegrinos.
O príncipe Daniel era casado com a duquesa Juta de Mecklemburgo-Strelitz, filha do grão-duque Adolfo Frederico V de Mecklemburgo-Strelitz, mas nunca teve filhos. Após a sua abdicação em 1921, o casal passou a viver a maior parte do ano em Nice.
O príncipe voltou a aparecer na vida pública em 1934 quando moveu um processo contra a Metro-Goldwyn-Mayer por difamação e recebeu $4,000 num tribunal de Paris. O processo aconteceu por causa da primeira versão do filme "The Merry Window" onde a personagem do príncipe Daniel seduz uma plebeia e depois a rejeita por temer que ela possa arruinar a fortuna da família. Depois arrepende-se das suas acções e tenta reconquistá-la, mas não consegue convencê-la que a ama verdadeiramente. O filme não tem qualquer facto real. Por causa do processo, o filme voltou a ser filmado e o príncipe passou a ser um capitão. A data da história também foi mudada de 1905 para 1885, quando o príncipe era ainda uma criança.
Daniel morreu em Viena (que tinha sido recentemente anexada à Alemanha Nazi) em 1939, sem descendentes. 